# زاوية سي السعدي
زاوية سي السعدي أو زاوية باب الوادي هي إحدى الزوايا في الجزائر التابعة لمنهاج الطريقة الرحمانية، والتي كانت واقعة في مدخل قصبة الجزائر من جهة باب الوادي في ولاية الجزائر قبل الاحتلال الفرنسي للجزائر.

## المؤسس سي السعدي
مؤسس هذه الزاوية هو العالم الفقيه «أبو عبد الله سيدي محمد بن محمد السعدي».
وقام بشراء عقار هذه الزاوية في عام 1118هـ الموافق لعام 1706م في مكان يطل على خليج الجزائر.
وقد ورد في تاريخ قصبة الجزائر أن العالم «سيدي محمد السعدي» قد تمت مكافأته من طرف أحد باشوات الجزائر بما سمح له باقتناء هذه المساحة وبناء المرافق عليها.
وبعد عملية الشراء، أجرى العالم «سيدي محمد السعدي» لمدة عام أشغالا على المباني الموجودة مع إضافة مرافق أخرى، ليتم تسجيل «زاوية سي السعدي» ضمن الأوقاف والحبوس في عام 1119هـ الموافق لعام 1707م.

## ضريح سي السعدي
توفي العالم «سيدي محمد السعدي» خلال سنة 1147هـ الموافقة لعام 1734م ليتم دفنه خارج الباب الغربية لقصبة الجزائر المسماة باب الوادي، وذلك داخل زاويته.
وكان يقع «ضريح سي السعدي» جنوب «حديقة مارنغو» (بالفرنسية: Jardin Marengo)‏ في باب الوادي التي تم إنشاؤها خلال عام 1839م.
ولم يكن «ضريح سيدي عبد الرحمان الثعالبي» يبعد عنه إلا بمسافة متوسطة داخل أسوار قصبة الجزائر.
وتمت إعادة تسمية «حديقة مارنغو» (بالفرنسية: Jardin Marengo)‏ بعد استقلال الجزائر عن فرنسا في 1962م بتسمية «حديقة براغ» (بالفرنسية: Jardin de براغ)‏.
وكان هذا الضريح مع المنشآت الوقفية التابعة له يقع غير بعيد عن ثانوية الأمير عبد القادر في قصبة الجزائر، وبجوار «مقبرة الباشاوات».
والشارعان الحاليان الذان يحددان الطرف الشمالي لهذا الضريح هما «شارع أرزقي لوني» و«شارع عبد الرحمان عرباجي».
وكانت تتوزع على امتداد المرتفعات الجنوبية والغربية لقصبة الجزائر العديد من الأضرحة والزوايا والبنايات الوقفية قبل أن تهدمها وتطمسها إدارة الاحتلال الفرنسي.

## المرافق
كانت تضم «زاوية سي السعدي» عدّة مرافق، أهمّها:
1. المسجد بدون مئذنة.
2. مسكن قيم الزاوية.
3. مقام «سيدي محمد بن محمد السعدي»

## الأوقاف
كانت «زاوية سي السعدي» تشرف على العديد من الأملاك الوقفية التي استولت عليها إدارة الاحتلال الفرنسي للجزائر، من بينها:
- مزرعة فلاحية.
- ثلاثة (3) منازل.
- ورشتان (2) للفخار والطوب.
- دكانان (2) تجاريان.

وتم تقدير مداخيل هذه الأوقاف خلال عام 1834م بمبلغ 255 فرنك فرنسي و60 سنتيم.
وكان منصب «وكيل الأوقاف» وراثيا في عائلة «سيدي محمد السعدي».

## الاحتلال الفرنسي
حينما بسط الاحتلال الفرنسي للجزائر سلطته على مدينة الجزائر، ترك «ضريح سي السعدي» دون هدم.
إلا أن «مسجد سي السعدي» قد تم الاستحواذ عليه منذ الأيام الأولى من طرف جنود الاحتلال مع المرافق الأخرى لتحويلها إلى أغراض أخرى غير إسلامية.
ففي عام 1847م كانت مرافق الزاوية تحت سلطة قسم «الهندسة العسكرية» التابع للجيش الفرنسي.
وفي عام 1850م، صارت مرافقها مخصصة لتخزين البارود تحت إشراف إدارة «مصلحة المساهمات المختلفة» (بالفرنسية: Service des contributions diverses)‏.

## استرجاع الدولة الجزائرية لأوقاف زاوية سي السعدي
تسعى وزارة الشؤون الدينية الجزائرية لاسترجاع أوقاف «زاوية سي السعدي» باسم الدولة الجزائرية.
ذلك أن مشروع تهيئة الواجهة البحرية لولاية الجزائر مع هدم البنايات القديمة والهشة قدأدى إلى شغور الكثير من الصحون العقارية التي كانت أوقافا إسلامية قبل استحواذ الاحتلال الفرنسي عليها.
وبالتالي، فإن البنايات حول «حديقة براغ» (بالفرنسية: Jardin de براغ)‏ في باب الوادي مندرجة في مخطط مديرية الشؤون الدينية والأوقاف لولاية الجزائر للوفاء للباذلين الذين أوقفوا وحبسوا أملاكهم في سبيل الله منذ قرون.
وتم اعتماد عام 2017م لإدماج الوقف في التنمية الوطنية الجزائرية من خلال تفعيل آليات استرجاع الأوقاف وتثميرها وتطويرها.

## شيوخ الزاوية
| رقم | الشيخ             | البداية | النهاية |
| --- | ----------------- | ------- | ------- |
| 01  | محمد سي السعدي    | 1770م   | 1794م   |
| 02  | علي ولد سي السعدي | 1794م   | 1823م   |

## أعلام الزاوية
- محمد بن محمد سي السعدي
- علي ولد سي السعدي

## الموقع
كانت تقع «زاوية سي السعدي» على تخوم باب الوادي في ولاية الجزائر.
وهذا الموقع الرائع قرب جبال ساحل الجزائر كان يجعل منها موقعا استراتيجيا.
وكانت تقع هذه الزاوية في المرتفعات الشرقية من جبال ساحل الجزائر مقابلة لسلسلة جبال الخشنة.

## مكتبة الصور

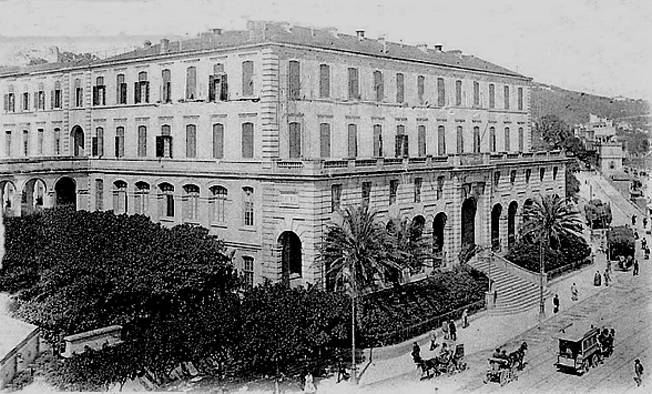
ثانوية الأمير عبد القادر
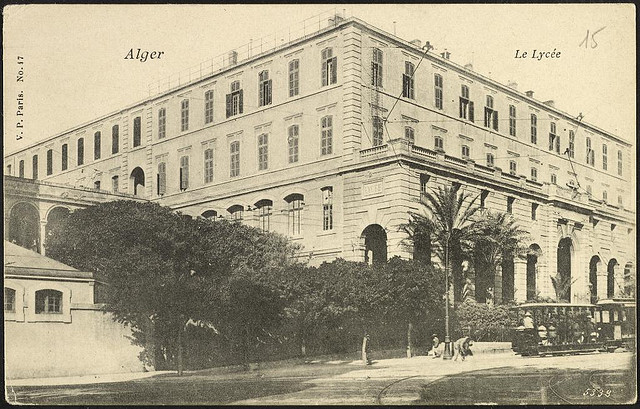
ثانوية الأمير عبد القادر
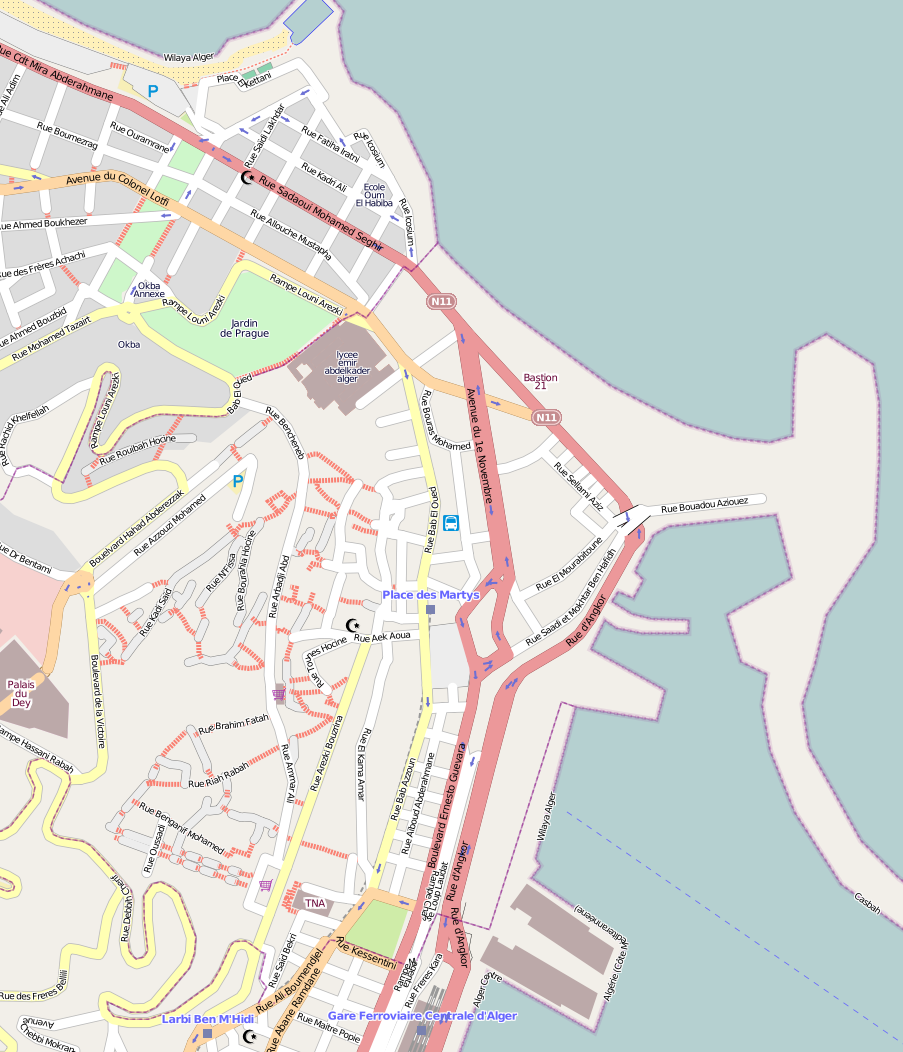
موقع زاوية سي السعدي
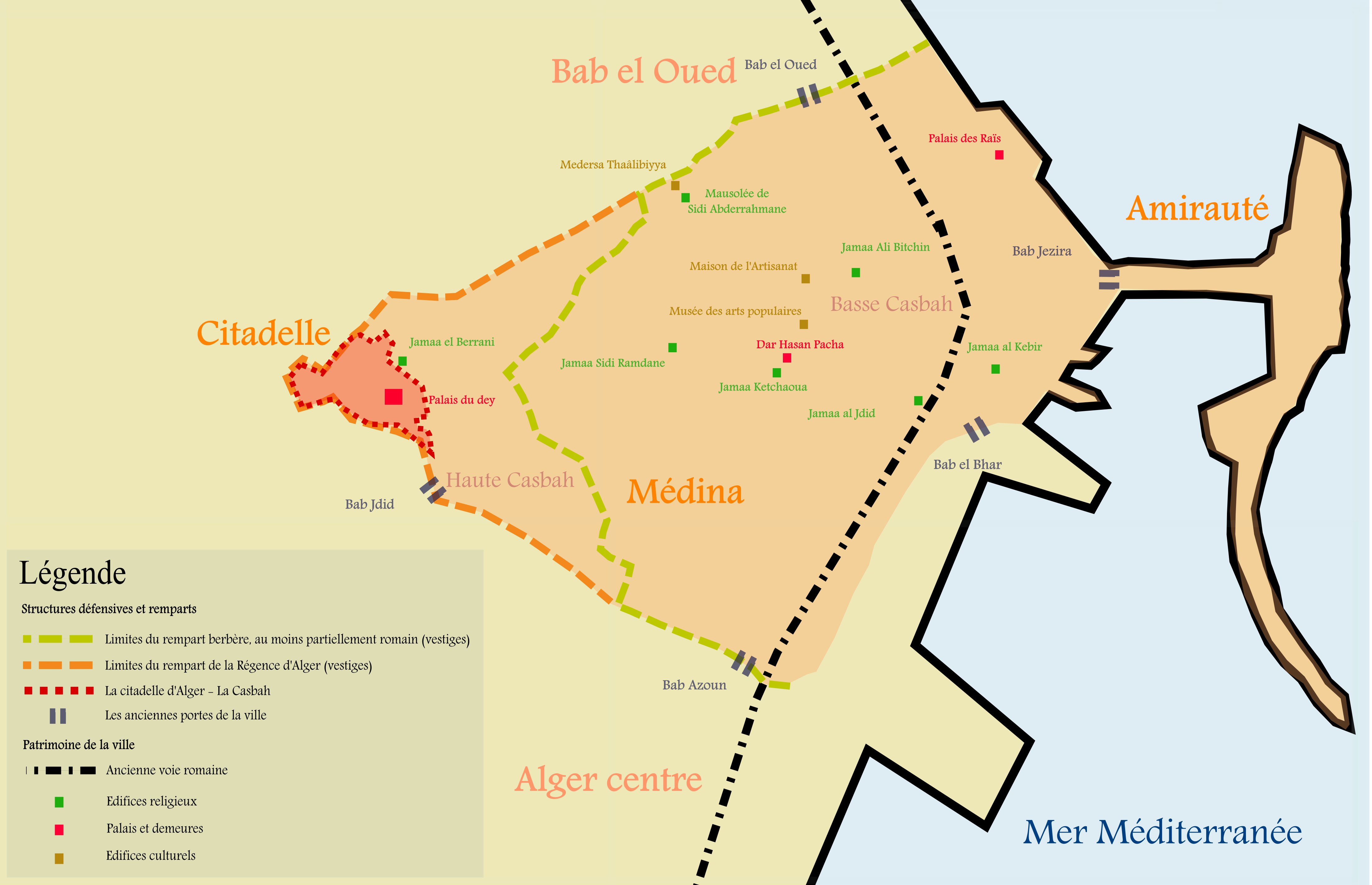
موقع زاوية سي السعدي
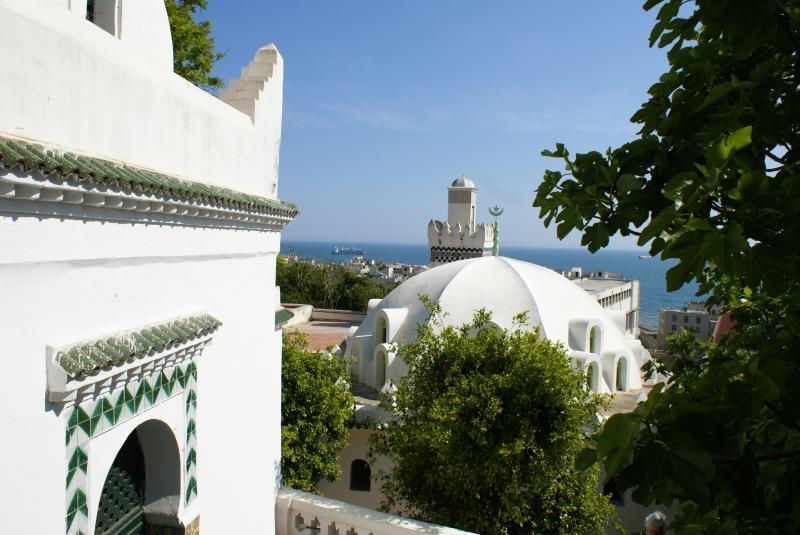
مسجد سيدي عبد الرحمان الثعالبي
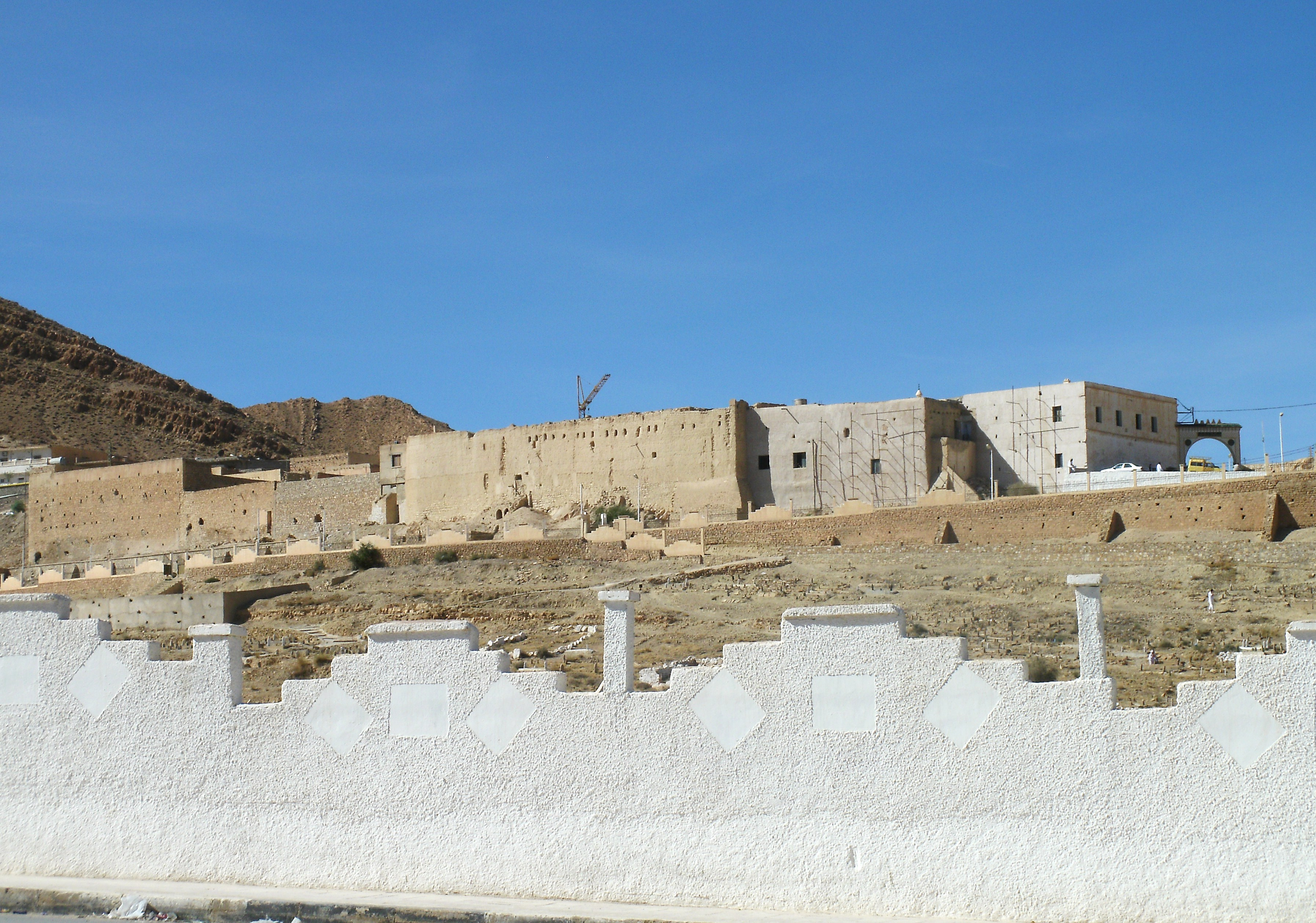
زاوية الهامل

### مواضيع ذات صلة
- المرجعية الدينية الجزائرية
- وزارة الشؤون الدينية الجزائرية
- الزوايا في الجزائر
- الطريقة الرحمانية
- زاوية سيدي بوسحاقي الزواوي
- زاوية سيدي بالوة الزواوي
- طريقة صوفية
- صوفية
- تاريخ التصوف
- ولاية الجزائر
- دائرة باب الوادي
- بلدية باب الوادي
- ساحة باب الوادي
- جبال ساحل الجزائر
- المعهد الوطني العالي للموسيقى

### وصلات خارجية
- الموقع الرسمي لوزارة الشؤون الدينية والأوقاف الجزائرية